# Gottschalk von Havelberg
Gottschalk († nach Ostern 1085) war Bischof von Havelberg im Exil von spätestens 1049 bis mindestens 1085.

## Leben
Gottschalk wurde von Erzbischof Hunfried von Magdeburg geweiht. Er hatte jedoch keine Jurisdiktionsbefugnisse für sein Bistum, das unter slawischer Herrschaft stand. 1049 wurde Gottschalk erstmals in Magdeburg genannt. 1064 weihte er Erzbischof Werner von Magdeburg, 1079 Erzbischof Hartwig. 1082 war Gottschalk bei der Weihe des Klosters Berge bei Magdeburg anwesend, Ostern 1085 bei einer Synode des Gegenkönigs Hermann von Salm.